# Université Bretagne-Sud
Vous lisez un « bon article » labellisé en 2010.
Pour les articles homonymes, voir UBS (homonymie).
L’université Bretagne-Sud, abrégée en UBS, est une université publique située dans le département du Morbihan en France. Créée en 1995, l’UBS est la quatrième et la plus jeune université bretonne après celles de Rennes, Rennes-II (Haute-Bretagne) et de Bretagne-Occidentale. Les six composantes de l’université sont réparties sur les campus de Lorient et de Vannes. Une antenne de l’IUT de Lorient est implantée depuis 2001 à Pontivy.
L’université est pluridisciplinaire (action sociale, arts, biologie, chimie, droit, économie, gestion, géographie, histoire, informatique, langues étrangères, lettres, mathématiques). Depuis 2020, elle accueille plus de 10 000 étudiants chaque année.
Elle est membre de plusieurs pôles de recherche et dispose d’une fondation depuis 2009.

## Historique

### Premières délocalisations universitaires

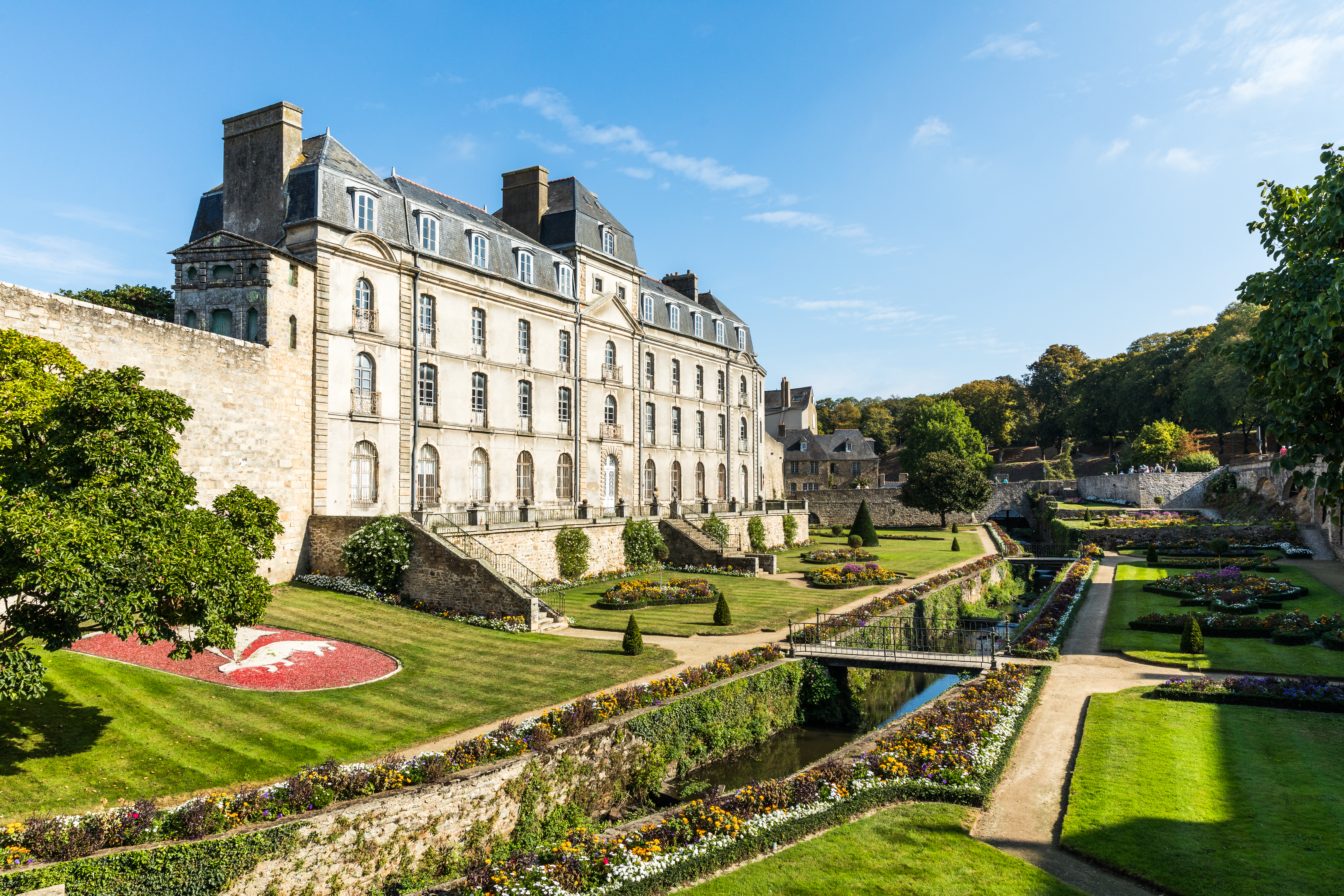
Le château de l'Hermine, ancienne école de droit du Morbihan.

Les premières implantations universitaires à Lorient et à Vannes se sont faites de manière dissociée, et sans souci de cohérence entre elles. En 1966, une école de droit et de sciences économiques est créée à Vannes et ne délivre dans un premier temps que la capacité en droit. La mise en place d’une formation de DEUG se fait sous la tutelle de l’université Rennes-I avec l’ouverture de la première année en 1969, puis de la seconde année en 1971. Les enseignements demeurent identiques à ceux de Rennes 1, tout enseignant de cette dernière ayant pour obligation d’effectuer une partie de son service dans l’antenne vannetaise. Une expérience identique est menée à Lorient en 1973 mais ne se poursuit pas. Dans le même temps, la chambre de commerce et d'industrie du Morbihan qui siège à Lorient soutient depuis 1963 l'idée d'un troisième pôle universitaire breton situé à Lorient.
La ville de Vannes bénéficie, dans les années suivantes, d'une seconde délocalisation avec la mise en place d’un institut universitaire de technologie : un département de l’IUT de Rennes en Gestion des entreprises et des administrations (GEA) ouvre en 1970. Puis un département de Statistique et Traitement informatique des données (STID) est ouvert l’année suivante avec le concours de l’université Rennes-II. En 1974 est alors créé sur ces bases un IUT autonome, l’IUT de Vannes, alors composante de l’université Rennes-II.
À Lorient, une première délocalisation universitaire a lieu en 1973 avec l’ouverture d’un département Hygiène et Sécurité de l’IUT de Quimper, une composante de l’université de Bretagne-Occidentale. En 1975, l’ouverture d’un département de Génie thermique et Énergie aboutit à la création d’un IUT de plein droit, l’IUT de Lorient, alors composante de l’université de Bretagne-Occidentale. Pendant près de vingt ans, cet institut reste le seul établissement universitaire de la ville.

### Programmation de la nouvelle université
En 1986, trois députés socialistes, Louis Le Pensec, Jean-Yves Le Drian, et Jean Giovannelli, commencent à étudier le projet d'une nouvelle université structurés autour des trois villes du sud de la Bretagne. Dans celui-ci, Vannes se spécialiserait dans le droit et l'économie, Lorient dans les sciences, et Quimper dans les arts et les lettres. Pierre Pavec (d), alors maire de Vannes et non consulté, s'oppose à ce projet, de même que les directions des universités de la région. Le projet continue d'être étudié sous la conduite de Jean Giovannelli qui est depuis 1981 rapporteur du budget de l'enseignement supérieur, et fréquente régulièrement les cabinets ministériels de Savary ainsi que Claude Allègre, futur conseiller du ministre de l'enseignement à partir de 1988.
À partir du milieu des années 1980, la hausse du nombre de bacheliers oblige les universités à se développer pour accueillir le nombre grandissant d’étudiants. En Bretagne en particulier, les universités rennaises ouvrent ainsi à Saint-Brieuc un nouveau campus ; les sites morbihannais ne sont pas oubliés, et de nouvelles formations diplômantes y ouvrent également. Cependant, le but reste toujours de renforcer les antennes de premier cycle universitaire existantes, et non de créer une nouvelle université.
À partir de 1989, la région commence à préparer son contrat de projet avec l'État, et travaille au renforcement des pôles universitaires déjà existants jusqu'à ce qu'en octobre de la même année Claude Allègre, alors conseiller pour l'enseignement supérieur du ministre de l'éducation Lionel Jospin, propose la création d'une nouvelle université dans la région dans le cadre du programme des universités nouvelles. Dans le même temps Louis Le Pensec qui est candidat au poste de président du conseil général du Finistère doit retirer son soutien au projet, car il pourrait entrer en concurrence avec l'université de Bretagne-Occidentale. Le comité interministériel d’aménagement du territoire dote le 4 octobre 1990 le site Lorient-Vannes du statut de Pôle de développement universitaire (PDU). Dans le même temps les deux sites, tout en continuant leurs développements, sont invités à réfléchir à un projet commun.
En 1991, un schéma régional d’aménagement et de développement des enseignements supérieurs est préparé pour mars 1991 comme travail préparatoire au plan université 2000. Celui-ci prévoit quatre scénarios de développement possibles : une implantation ex nihilo en centre Bretagne, un projet multisite reposant sur les nouvelles technologies de communication, un projet strictement lorientais, et un projet strictement vannetais. Cependant en mai 1991 le projet de nouvelle université doit être mis en sommeil à la suite des interventions politiques d'élus d'autres centres universitaires de la région.
Les villes du Morbihan continuent dans ce même temps à développer leurs formations de premier cycle. À Lorient, l’université Rennes-II ouvre ainsi des DEUG de langues étrangères appliquées en 1990 et d’histoire et de langues en 1991. En 1990, l’université Rennes-I ouvre un DEUST matériaux et l’Université de Bretagne occidentale ouvre des DEUG de sciences. L’IUT de Lorient s’enrichit d’un nouveau département d’Organisation et gestion de la production en 1992 puis d’un IUP Génie des systèmes industriels l’année suivante. À Vannes, l’Université Rennes 1 implante un DEUG de sciences en 1990 puis de sciences économiques en 1992. L’IUT de Vannes se voit enrichir de départements d’informatique en 1986, de techniques de commercialisation en 1991, puis d’un IUP Statistiques et informatique en 1993.
La décision finale de créer une nouvelle université dans la région est finalement annoncée par Édouard Balladur, alors Premier ministre, lors d’un déplacement dans le Morbihan en février 1994.

### Création de l'université et développement
L’université Bretagne-Sud prend le statut d’établissement public à caractère scientifique, culturel et professionnel par un décret du 7 février 1995 et devient une université à part entière. C’est alors la plus jeune des quatre universités publiques bretonnes. En attendant l’élection d’un président, Maurice Lièvremont est nommé administrateur provisoire.
En 1999, les statuts définitifs de l’UBS sont adoptés et les premiers conseils sont élus. Jusqu’alors, elle avait le statut d’ « université nouvelle ». Elle devient université de plein exercice en 2000 avec l’élection de Gilles Prado comme premier président. L’année suivante, l’UBS signe son premier contrat quadriennal avec l’État, qui a pour objectif de fixer le partenariat entre l’université et son ministère de tutelle. La même année, une antenne de l’IUT de Lorient est ouverte à Pontivy : le département Génie Chimique-Génie des Procédés option Bioprocédés.
En 2004, le deuxième contrat quadriennal est signé et voit l’adoption de la réforme Licence-Master-Doctorat (LMD) qui désigne l’application française du processus de Bologne. Déjà membre de l’association Université de Bretagne depuis 2001, l’UBS cofonde en 2007 l’université européenne de Bretagne, l’un des neuf pôles de recherche et d’enseignement supérieur créés par décret en mars 2007. L’UEB regroupe toutes les universités et écoles publiques bretonnes, soit 70 000 étudiants et 6 000 professionnels. Centrée sur le doctorat, la recherche et sa valorisation, elle vise une meilleure visibilité internationale. En septembre de la même année, l’école nationale supérieure d'ingénieurs de Bretagne Sud (ENSIBS) accueille sa première promotion d’étudiants à Lorient et à Vannes au sein de l’UBS.
En décembre 2007, l’UBS modifie ses statuts dans le cadre de la réforme des universités (Loi relative aux libertés et responsabilités des universités (LRU) du 10 août 2007). L’ensemble du personnel et des usagers désigne ensuite ses nouveaux représentants aux trois conseils statutaires resserrés de l’établissement en mars 2008. La même année, l’université décerne à Maciej Ciesielski, informaticien de l’Université du Massachusetts,, le titre de premier docteur honoris causa de l’UBS.
Le 19 juin 2009, à la suite d’un audit de l’IGAENR qui juge l’UBS « entreprenante et bien organisée », le Conseil d’Administration de l’université vote en faveur du passage aux « compétences élargies ». Dans cette optique, le 1er juillet 2009, la fondation universitaire de Bretagne-Sud est lancée à Vannes lors d'une cérémonie officielle présidée par le chancelier de l’Académie de Rennes,. La même année, le ministère de l’Enseignement supérieur et de la Recherche autorise l’UBS à ouvrir deux classes préparatoires économiques et commerciales à Vannes et Lorient.
Lors de la rentrée universitaire 2009-2010, la faculté des sciences fête ses dix années d’existence et pour l’occasion, un nouveau bâtiment nommé « Sciences 2 » est inauguré sur le campus de Saint-Maudé à Lorient,. L'université accède aux « compétences élargies » le 1er janvier 2010,.
En 2010, le bâtiment dit du paquebot sur le site de Lorient est abandonné au profit d'une nouvelle implantation sur le campus de Saint-Maudé, le bâtiment étant laissé à la faculté de lettres. La rentrée 2010 voit l'ouverture de diplômes de masters liés à l'enseignement, en partenariat avec l'IUFM. Désormais, elle est la seule composante à occuper le bâtiment dit du Paquebot, précédemment également utilisé par la faculté des sciences
En 2012, la faculté de droit, des sciences économiques et de gestion abandonnera les locaux du campus centre de Vannes pour de nouveaux bâtiments situés sur le campus de Tohannic, rejoignant ainsi certaines installations de la faculté des sciences et de l’ENSIBS,.

### Les présidents de l'université Bretagne-Sud
Depuis la création de l’université, cinq présidents se sont succédé à la tête de l’établissement. De 1995 à 2000, un administrateur provisoire, Maurice Lièvremont, est à la tête de l’université. La présidente actuelle est Virginie Dupont, élue le 30 juin 2020.
| Identité                  | Période       | Période       | Durée             |
| Identité                  | Début         | Fin           | Durée             |
| ------------------------- | ------------- | ------------- | ----------------- |
| Gilles Prado (né en 1947) | 2000          | 2005          | 5 ans             |
| Éric Martin (né en 1961)  | 2005          | 2010          | 5 ans             |
| Olivier Sire (né en 1954) | 2010          | 2012          | 2 ans             |
| Jean Peeters (né en 1962) | 2012          | 2020          | 8 ans             |
| Virginie Dupont (d),      | 2020          | 29 avril 2025 | 5 ans             |
| Daniel Menier (d)         | 29 avril 2025 | En cours      | 3 mois et 2 jours |

Il a été décidé, afin de ne privilégier aucune des deux cités morbihannaises, de ne pas affecter à l’une ou l’autre le titre de siège unique de l’UBS. Ainsi, il existe deux bâtiments de la présidence ; l’un est situé sur le campus de Lanveur à Lorient, et l’autre sur le campus de Tohannic à Vannes. Les services communs et généraux ainsi que les divers organes de l’université sont répartis entre Vannes et Lorient.

## Structure
Conformément au code de l'éducation qui fixe l’organisation légale des universités publiques en France, l’UBS rassemble six composantes : trois unités de formation et de recherche, appelées « facultés », une école d’ingénieurs et deux instituts universitaires de technologie. D’autres services n’offrent pas de formations mais concourent à l’activité de l’université et disposent de statuts variés. Il en existe une dizaine à l’UBS, ils peuvent avoir une visibilité extérieure assez importante en raison de leurs activités.

### Unités de formation et de recherche
L’université est structurée autour de trois unités de formation et de recherche. Elles ont la charge de la formation des étudiants, mais aussi d’une partie des activités de recherche via des laboratoires de recherche et des instituts. L’accession en premier cycle se fait de droit pour tous les titulaires d’un baccalauréat ou d’un titre équivalent :
- la Faculté de droit, des sciences économiques et de gestion de Bretagne-Sud[c 10] (DSEG), dirigée par Patrick Le Mestre, a la charge des formations en droit et économie-gestion. Elle est structurée en deux départements (département de droit et département d’économie-gestion, appelé Institut de Management de Bretagne Sud), et comporte une unité de recherche. Localisée sur le campus du centre à Vannes, la faculté de Droit, des Sciences Économiques et de Gestion est une des six composantes de l'université de Bretagne-Sud[12]. Elle accueille trois laboratoires de recherche : le LEGO (laboratoire d’économie et de gestion de l’Ouest), le Lab-LEX (laboratoire en droit) et le LP3C (Laboratoire de Psychologie / Cognition, Comportement, Communication) ainsi qu'une chaire d'établissement universitaire. La Faculté compte 2 200 étudiants et délivre des diplômes de masters, licences professionnelles, licences et DU ;
- la Faculté de lettres, langues, sciences humaines et sociales de Bretagne-Sud[c 11] (LLSHS), dirigée par Laurent Daniel, a la charge des formations en langues, lettres modernes, sciences humaines et sociales, édition et documentation. Elle est structurée en deux pôles : Lettres, Langues d'une part, Sciences Humaines et Sociales d'autre part, la structure de base restant le département qui sont au nombre de onze. Localisée sur le campus de Lanveur à Lorient, la faculté de lettres, langues, sciences humaines et sociales est une des trois composantes de l'université de Bretagne-Sud[13] ;
- la Faculté des sciences et sciences de l'ingénieur de Bretagne-Sud[c 12] (SSI), dirigée par Frédéric Bedel, a la charge des formations en physique, matériaux, sciences de l’ingénieur, biologie, biotechnologie, environnement, mathématiques, statistique, informatique, énergétique, électronique, génie mécanique et génie civil. Elle est structurée en trois départements (département Sciences et Techniques, département Mathématiques, Informatique et Statistique et département Sciences de la Matière et de la Vie), et comporte six unités de recherche de niveau A (AERES). Répartie sur les campus de Saint-Maudé à Lorient et de Tohannic à Vannes, la faculté des sciences et des sciences de l'ingénieur est une des  composantes de l'Université de Bretagne-Sud.

### Instituts universitaires de technologie et école d'ingénieurs

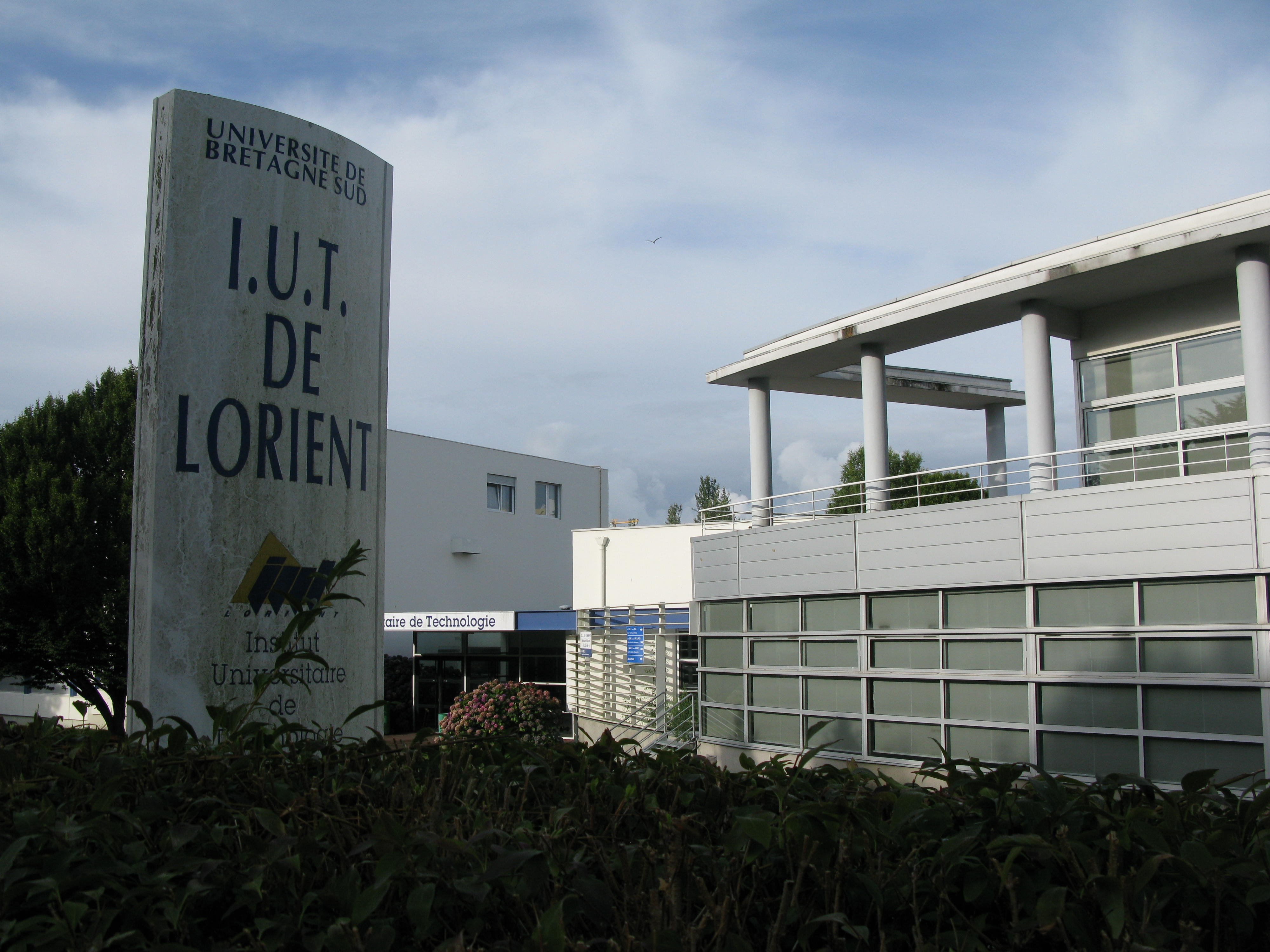
L'IUT de Lorient.

L’UBS dispose de deux instituts universitaires de technologie qui dispensent en formation initiale et continue un enseignement supérieur destiné à préparer aux fonctions d’encadrement technique et professionnel dans certains secteurs de la production, de la recherche appliquée et des services :
- l’institut universitaire de technologie de Lorient et son antenne de Pontivy, dirigé par Pascal Morançais, a la charge des formations spécialisées dans le secteur industriel. Il est structuré en cinq départements ;
- l’institut universitaire de technologie de Vannes, dirigé par Patrice Kermorvant, a la charge des formations en gestion, en commerce, en informatique et en statistique et informatique décisionnelle. Il est structuré en quatre départements incluant 4 BUT et 7 Licences Professionnelles ;
- l’école nationale supérieure d'ingénieurs de Bretagne Sud, créée en 2007, est dirigée par Éric Martin ; ses locaux sont situés sur les campus de Saint-Maudé (Lorient) et de Tohannic (Vannes)[c 13]. L'ENSIBS délivre le diplôme d’ingénieur dans les spécialités Génie Industriel, Mécatronique, Cybersécurité du logiciel et Cyberdéfense.

### Service commun de documentation

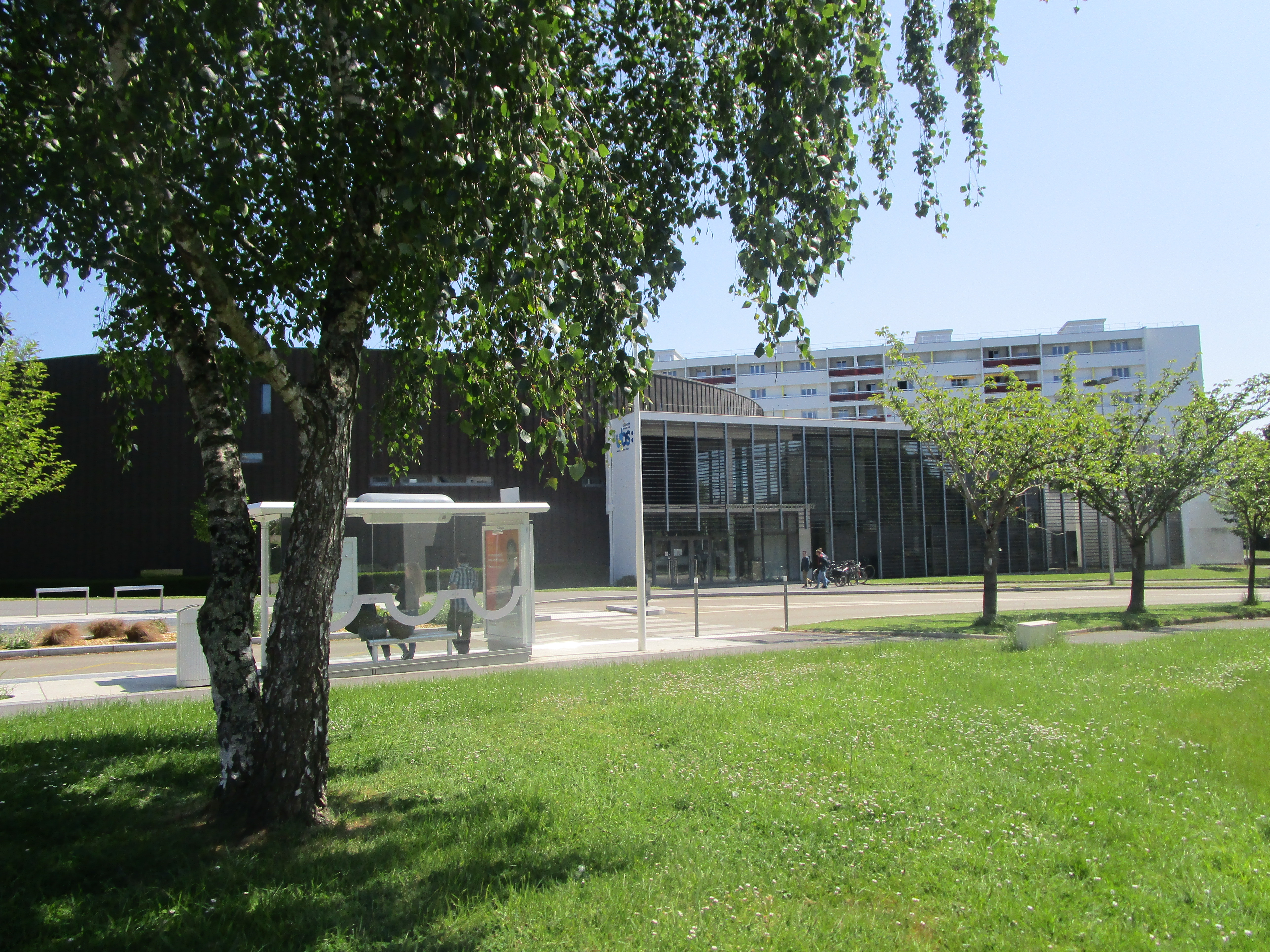
Bibliothèque universitaire de Lorient.

Le service commun de documentation (SCD) gère l’ensemble des fonds documentaires de l’université et met en œuvre sa politique documentaire. Il a été institué le 26 décembre 1995 par le conseil d’administration de l’université. Il se compose de deux bibliothèques universitaires (BU) ouvertes à tous les publics : celle de Lorient (qui a intégré la BU de l'IUT de Lorient en 2010) et celle de Vannes-Tohannic, qui a intégré en 2013 la BU de Vannes-Droit ainsi que le Centre de Documentation de l'Institut de Formation des Soins Infirmiers (l'actuel IFPS anciennement nommé IFSI). La bibliothèque universitaire de l'IUT de Vannes est une bibliothèque associée au Service Commun de la Documentation.
- la bibliothèque universitaire de Lorient offre un fonds d'ouvrages en histoire, lettres, langues, sciences humaines et sociales, sciences et techniques, et une documentation sur l'orientation et les concours.
- la bibliothèque universitaire de Vannes propose quant à elle des ouvrages de sciences, droit, sciences économiques et gestion, ainsi que des collections propres à l'IFPS (Institut de Formation des Professionnels de Santé).

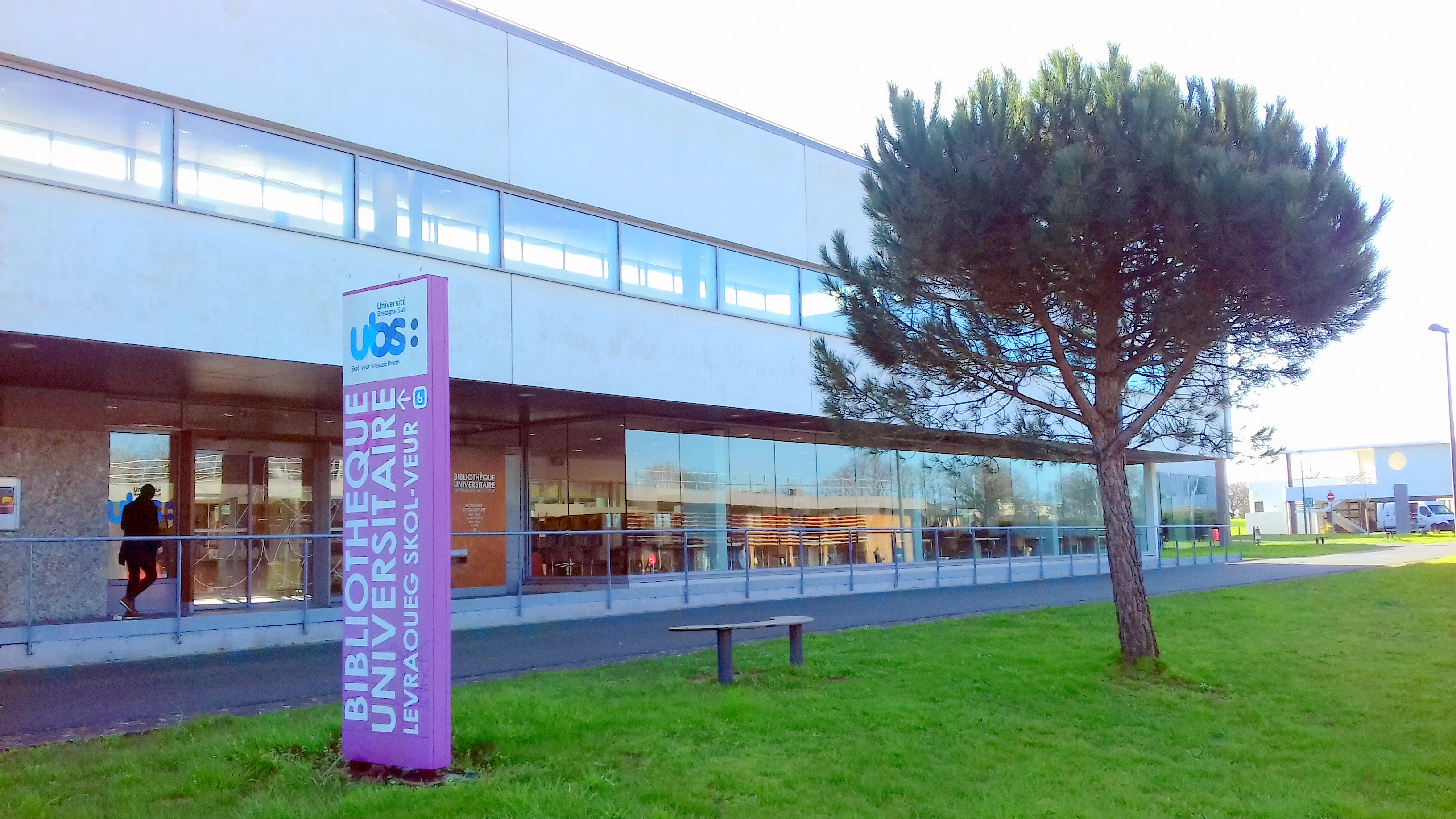
Bibliothèque universitaire de Vannes.

Les deux sites abritent aussi des collections d'actualités et de culture générale ainsi que de nombreux abonnements à des revues. Le service commun de documentation  met à disposition de la communauté universitaire un vaste bouquet en ligne de bases de données généralistes et disciplinaires.
Le prêt entre bibliothèque (PEB) permet en outre d’accéder à des ouvrages non référencés, mais disponibles dans des bibliothèques ou centres de documentation français comme étrangers.

### Fondation universitaire de Bretagne-Sud
L’université dispose d'une fondation universitaire, la Fondation Universitaire de Bretagne-Sud. Ses statuts et son principe ont été votés par le conseil d’administration de l’université le 16 décembre 2008. Le 1er juillet 2009, l'université et les 5 membres fondateurs sont réunis pour signer la convention qui les lie à la fondation.
La fondation vise trois buts : soutenir les étudiants dans leurs études ou dans leurs initiatives associatives, animer un réseau d’anciens étudiants de l’université, et structurer les offres de services et d’expertise de l’université aux entreprises. Les entreprises donatrices peuvent déduire de leur impôt sur les sociétés l’équivalent de 60 % de leurs donations, dans une limite de 0,5 % de leur chiffre d’affaires. Les particuliers peuvent déduire l’équivalent de 66 % de leurs donations sur leur impôt sur le revenu, dans la limite de 20 % de celui-ci, ou de 75 % du don s’ils sont redevables de l’impôt sur la fortune, dans la limite de 50 000 €.

## Campus
| \| Vannes Lorient Pontivy Rennes Lannion Dinard Fougères Saint-Malo Brest Morlaix Quimper Saint-Brieuc \| Localisation des implantations des universités bretonnes : · Université de Bretagne-Sud. · Université Rennes-I. · Université Rennes-II. · Université de Bretagne-Occidentale |
| Vannes Lorient Pontivy Rennes Lannion Dinard Fougères Saint-Malo Brest Morlaix Quimper Saint-Brieuc |

En 2010, les composantes de l’université sont réparties dans les quelque 91 723 m2 de terrain des campus de Vannes, Lorient et Pontivy. Une antenne de l’IUT de Lorient d’une surface de 4 309 m2 est située à Pontivy.

### Campus de Lorient
À Lorient l’université compte deux campus. Le campus de Lanveur rassemble la Faculté de Lettres, Langues, Sciences Humaines et Sociales ainsi que le pôle de formation Sanitaire et Sociale et l’IUT de Lorient. Les bâtiments « Sciences 1 » et « Sciences 2 » de la Faculté des Sciences et Sciences de l’Ingénieur et de l’ENSIBS sont implantés sur le campus de Saint-Maudé non loin de la présidence de l’université pour les activités lorientaises. En 2010, la surface du patrimoine immobilier lorientais représente près de 51 815 m2, soit 56,5 % de la surface globale de l’université.

### Campus de Vannes
À Vannes, l’université compte un campus et deux lieux d’implantation,. Le campus de Tohannic rassemble une partie de l’ENSIBS ainsi que la Faculté des Sciences et Sciences de l'Ingénieur et la présidence de l'université pour les composantes vannetaises. L'IUT de Vannes ainsi qu'un restaurant universitaire sont implantés dans le quartier de Kercado. La Faculté de Droit, des Sciences Économiques et de Gestion est elle implantée dans le centre-ville mais doit rejoindre le campus de Tohannic d'ici à 2013 ou 2014. En 2010, la surface du patrimoine immobilier vannetais représente près de 35 589 m2, soit 38,8 % de la surface globale de l’université.

## Enseignement et recherche

### Formation

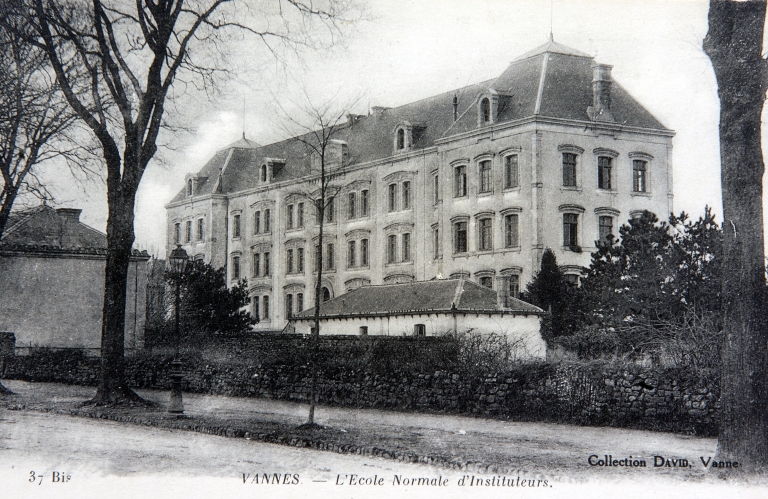
L’IUFM de Vannes, école interne de l’université de Bretagne-Occidentale avec laquelle travaille l’université pour la formation des enseignants du secondaire.

L’ensemble des composantes de l’université propose pour l’année universitaire 2009/2010 près de 93 diplômes nationaux,, et forme à plusieurs concours.

#### Licences et assimilés
L’université propose des formations pour le diplôme d'accès aux études universitaires permettant aux non-bacheliers d’accéder à l’Université ; deux mentions de DU Carrières juridiques sont aussi proposés : secteur privé et administration territoriale. Les deux instituts universitaires de technologie proposent neuf DUT dans les domaines « Droit, Économie, Gestion » et « Sciences, Technologies, Santé ».
La licence générale est délivrée dans plusieurs domaines qui se déclinent ensuite en mentions puis en spécialités. Il est proposé à l’UBS :
- la licence Arts, lettres et langues avec quatre mentions[c 26] ;
- la licence Sciences humaines et sociales avec deux mentions[c 27] ;
- la licence Droit Économie Gestion avec deux mentions[c 28] ;
- la licence Sciences Technologies Santé avec cinq mentions[c 29].

Par ailleurs l’université organise l’enseignement de 25 licences professionnelles.

#### Masters et assimilés
De la même façon, le master est délivré dans plusieurs domaines qui se déclinent ensuite en mentions puis en spécialités et éventuellement en parcours. Il est proposé à l’UBS :
- le master Arts, lettres et langues avec une mention[c 30] ;
- le master Sciences Humaines et Sociales avec trois mentions[c 31] ;
- le master Droit Économie Gestion avec deux mentions[c 32] ;
- le master Sciences Technologies Santé avec trois mentions[c 33].

Ces formations représentent 31 spécialités. Dans le rapport de l’AERES de juin 2008 concernant ces masters, une grande majorité de ces masters récoltent « la mention B - favorable ».
L’université est également habilitée à délivrer le diplôme d’ingénieur via son école interne dans quatre spécialités.

#### Préparation aux concours
L’université offre des préparations pour des concours de l’enseignement comme le CAPES ou le CRPE en partenariat avec l’institut universitaire de formation des maîtres de Bretagne, une école interne de l’université de Bretagne-Occidentale.
Deux classes préparatoires ENS Cachan voie D1 existent sur les sites de Lorient et Vannes en lien avec les lycées Dupuy-de-Lôme à Lorient et Charles-de-Gaulle à Vannes,.

### Échanges internationaux
L’université est partie prenante dans des programmes d’échanges généraux tels qu’Erasmus ou CREPUQ, et est aussi liée à des universités étrangères par des conventions bilatérales. Ainsi, 67 conventions sont en cours avec des partenaires européens et 34 conventions avec des partenaires hors Europe. L’établissement a pu se reposer sur le soutien de collectivités locales pour mettre en place certains échanges, comme celui du conseil régional de Bretagne pour l’Université Heriot-Watt, celui du conseil général du Morbihan pour l’université des Pêches du Viêt Nam, ou encore la ville de Lorient pour l’université de Galway.
En 2007-2008, 474 étudiants de l’UBS sont partis à l’étranger dans le cadre d’études (213) ou de stages (261), ce qui représente un doublement des flux sortants depuis la période 2004-2005 (225 étudiants alors). L’Espagne, avec 69 étudiants en échange et 49 stagiaires, et le Canada, avec 30 étudiants en échange et 45 stagiaires, sont les deux premières destinations. Sur la même période, l’université a accueilli 517 étudiants étrangers en mobilité entrante. La population étrangère de l’université est ainsi évaluée à 4 % des effectifs. Pour l'année 2008-2009, avec 1,76 % de ses étudiants inscrits issus d'un échange Erasmus, l'université figure à la 6e des universités françaises pour cette population

### Le doctorat
Depuis 2008, l’activité doctorale des établissements du PRES Université européenne de Bretagne est organisée par le collège doctoral de l’UEB. Ce dernier regroupe huit écoles doctorales. L’université Bretagne-Sud est coaccréditée pour quatre de ces écoles, l’école doctorale « Santé, Information - Communications, Mathématiques, Matière » (SICMA), l’école doctorale « Sciences humaines et sociales » (SHS), l’école doctorale « Arts, lettres, langues » (ALL) et l'école doctorale « Sciences de l'Homme, des Organisations et de la Société » (SHOS). Celles-ci ont pris la suite de l’école doctorale qui était propre à l’université et qui comptait une dizaine de thèses soutenues par an. Elles ont la charge du suivi des étudiants en troisième cycle universitaire, mais aussi de la gestion des habilitations à diriger des recherches.
Les écoles doctorales « SHS » et « ALL » sont issues de la restructuration des deux anciennes écoles doctorales de l’université Rennes-II. Accréditées dans le cadre du volet recherche du contrat quadriennal 2008-2011, elles fonctionnent en réseau avec l’UBS et l’université de Bretagne-Occidentale, ces dernières étant coaccréditées. Rennes 2 est l’établissement de tutelle.
L’école doctorale « SICMA » fait l’objet d’une coaccréditation entre l’UBS, Télécom Bretagne, et l’Université de Bretagne occidentale, ce dernier étant l’établissement de tutelle. L’école est structurée en trois groupements disciplinaires : Math-STIC, Matière et Biologie-Santé. L’école doctorale « SHOS » est née d’une coopération, dans le cadre d’une coaccréditation, entre l’UBS, l’Université de Bretagne occidentale, Agrocampus Ouest. L’université Rennes-I est l’établissement de tutelle.

### Activités de recherche

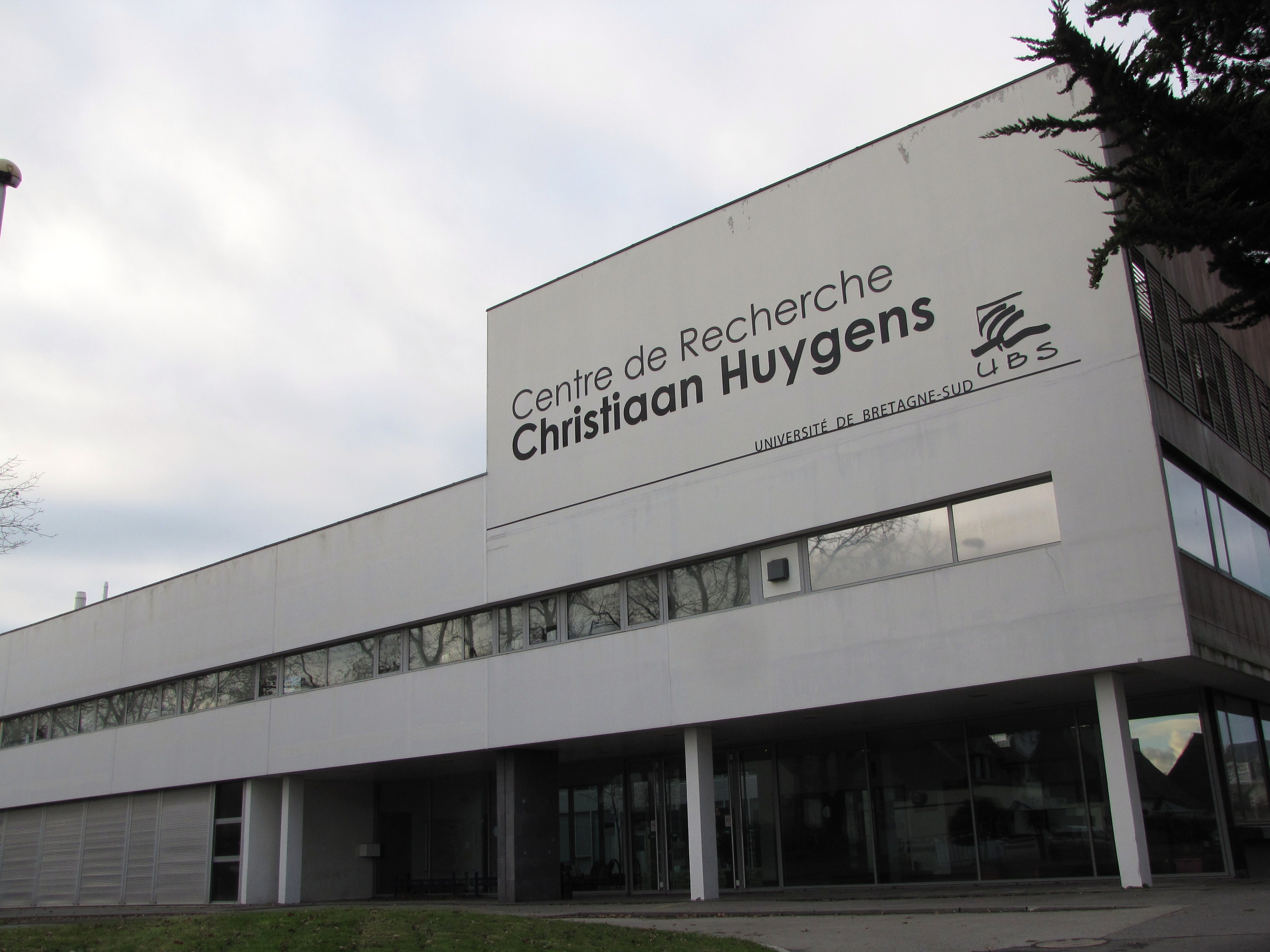
Le bâtiment Christiaan Huygens à Lorient concentre une partie des laboratoires de recherche.

La recherche à l’université est regroupée en trois domaines, et compte dix laboratoires, dont deux unités mixtes de recherche (UMR) avec le CNRS. La plupart de ces laboratoires travaillent en commun avec d’autres établissements supérieurs. Selon le classement Webometric de 2010 portant sur les établissements supérieurs de recherche et d'enseignement, l’université se situait aux alentours de la 1 184e place du classement mondial des établissements supérieurs d’enseignement du Ranking Web of World Universities, et 75e française.
Axe de recherche « Mathématiques, Sciences, Technologies de l'Information et de la Communication » (Math-STIC)
Le laboratoire « Lab-STICC » (UMR 6285 : Laboratoire des Sciences et Techniques de l'Information, de la Communication et de la Connaissance) travaille dans le domaine des communications et du traitement des connaissances.
Le laboratoire « LMAM » (EA 3885 : Laboratoire de Mathématiques et Applications des Mathématiques) travaille dans le domaine des mathématiques et du traitement de l'image.
Le laboratoire « VALORIA » (EA 2593 : Vannes-Lorient Recherche en Informatique et ses Applications) travaille dans le domaine de l'informatique diffuse et de « l'intelligence ambiante ».

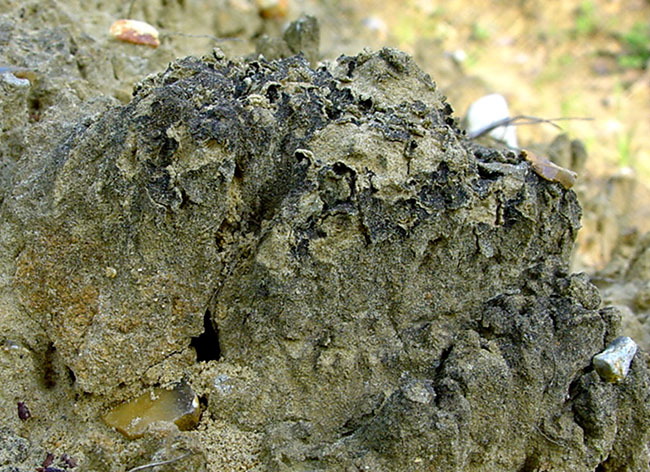
Les biofilms, axe de recherche du laboratoire LBCM.

Axe de recherche « Technologie, Matériaux, Vivant » (TMV)
Le laboratoire « LIMATB » (EA 4250 : Laboratoire d’Ingénierie des Matériaux de Bretagne) travaille dans le domaine des matériaux.
Le laboratoire « LBCM » (EA 3884 : Laboratoire de Biotechnologie et Chimie Marines) travaille sur l’étude de la formation de biofilms et le développement de techniques liées à celui-ci.
Axe de recherche « Mer, Innovation, Internationalisation et Gouvernance » (MIIG)
Le « Centre de recherches historiques de l'Ouest » ou « CERHIO » (UMR CNRS 6258) travaille dans le domaine historique sur le Grand Ouest.
Le laboratoire « HCTI » (EA 4249 : Héritages et Constructions dans le Texte et l'Image) travaille sur les domaines de la littérature, de la linguistique et dans l'étude des civilisations.
Le laboratoire « IREA » (EA 4251 : Institut de Recherche sur les Entreprises et les Administrations) travaille dans une optique transversale les questions touchant aux entreprises et aux administrations.
Le laboratoire « GEOARCHITECTURE » (EA 2219 : Institut de géoarchitecture) travaille sur l'aménagement des territoires.
Le laboratoire « CRP2C » (EA 1285 : Centre de Recherche en Psychologie, Cognition et Communication), travaille dans le domaine de la Cognition et comportement, de la psychologie sociale, et de la sociologie de la santé et problèmes sociaux.
Ces trois derniers laboratoires sont membres du groupement d'intérêt scientifique Marsouin.

## Vie étudiante

### Média

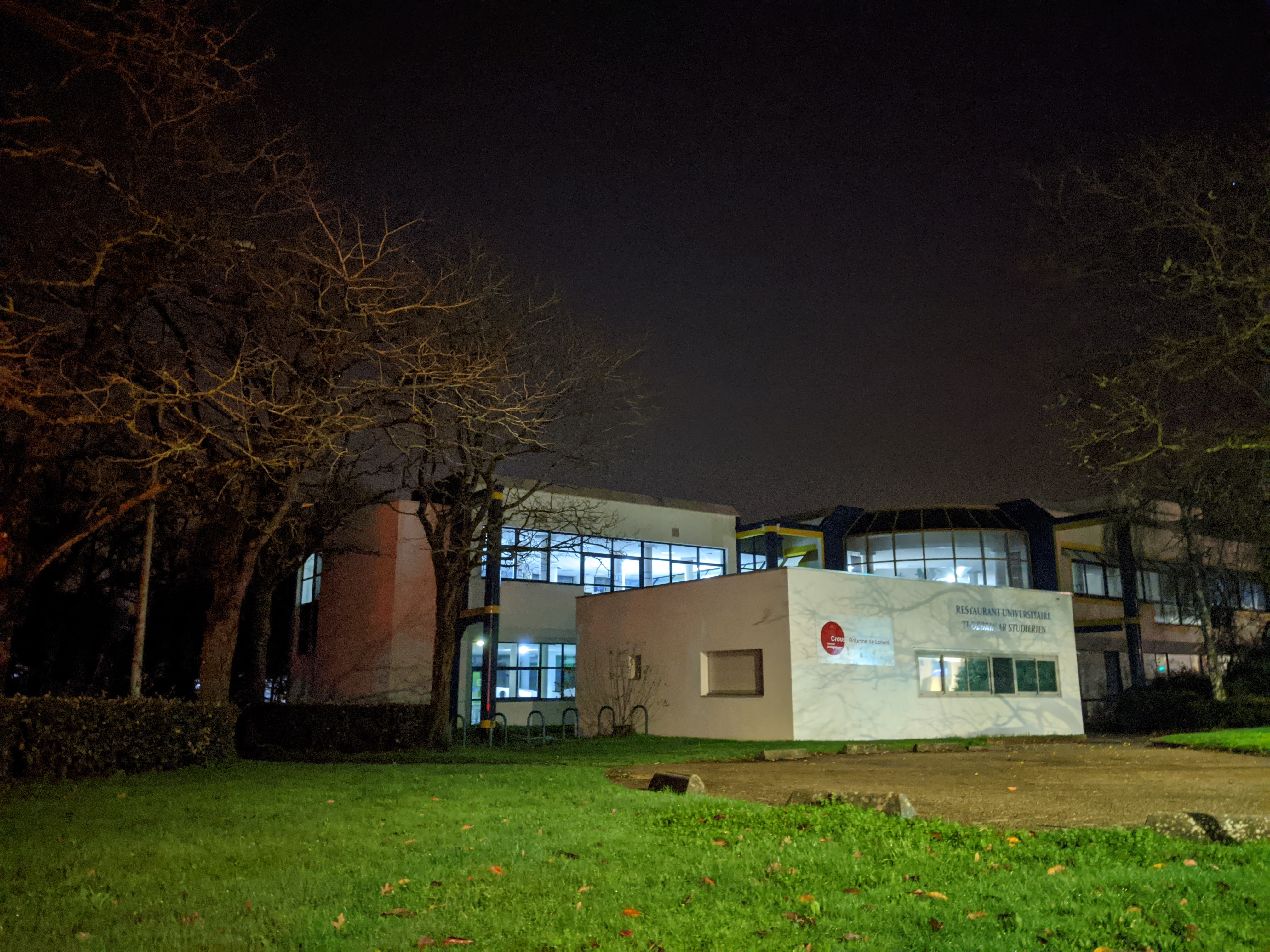
Restaurant universitaire du campus de Lanveur à Lorient en 2020. Il se situe près du parc Youri Gagarine et de la faculté de lettres, langues, sciences humaines et sociales (LLSHS).

Depuis 2006, une web radio associative et étudiante, la Compagnie des ondes, est diffusée via son site internet. Gérée par des étudiants lorientais, elle diffuse des émissions musicales, scientifiques, politiques, citoyennes et créatives.
L’université gère aussi un journal interne à l’intention des étudiants et du personnel de l’université, Diagonale.

### Activités sportives

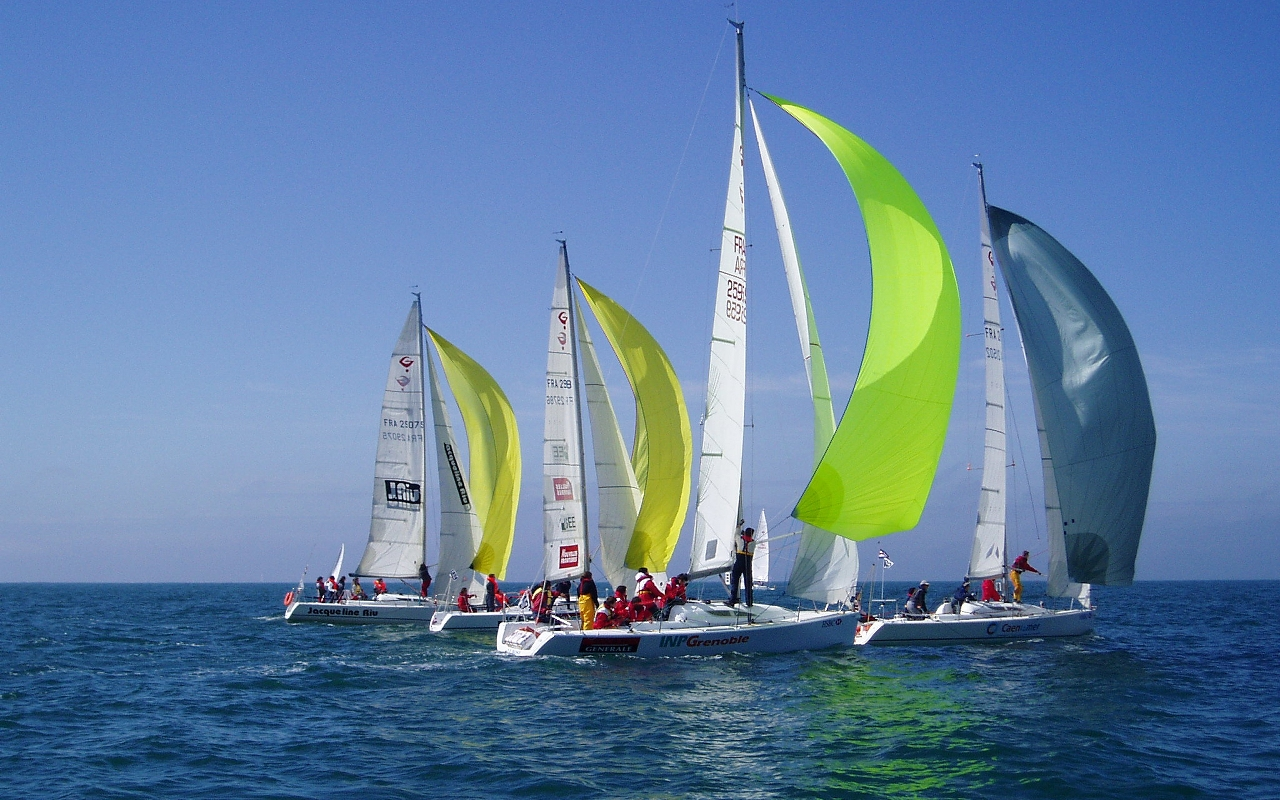
La Course Croisière EDHEC, gagnée par un équipage de l'université en 2008.

Lors de l’année universitaire 2007/2008, près de 30 % des étudiants sont inscrits dans une activité de sport universitaire. La voile tient une part importante du fait de la proximité de la mer et de l’existence d’une licence professionnelle « nautisme ». En 2008, des équipages de l’université ont été vainqueurs de la Coupe de France en habitable, de la Coupe d’Europe, de la Coupe de France d’Open 5.7, et de la Course Croisière EDHEC après avoir déjà remporté la Coupe de France et la Coupe d'Europe en 2007. L'université compte aussi dans ses anciens étudiants des skippers comme Nicolas Lunven, vainqueur de la 40e édition de la Solitaire du Figaro. D'autres sports se sont aussi illustrés, par exemple le football, sport dans lequel une équipe de l'université a gagné le championnat de France de football universitaire en 2010.

### Associations étudiantes
En 2015, l’université compte en son sein une trentaine d'associations étudiantes réparties sur les campus de Vannes et de Lorient.
Les associations disposent d’une aide de la part des deux maisons des étudiants (MDE) gérées en partenariat par l’UBS et le CROUS, dans des locaux mis à disposition par les mairies de Vannes et Lorient. L’UBS permet aux associations d’être accompagnées par les MDE pour les démarches administratives et recherches de subventions ainsi que d’avoir une visibilité plus importante et d’être financées par le fonds de solidarité et de développement des initiatives étudiantes (FSDIE). Le financement aux associations pas ce biais a augmenté en passant de 10 500 € en 2003 à 37 800 € en 2005. Les MDE mettent à disposition des associations des bureaux équipés, cependant, la plupart d’entre elles sont toujours disséminées dans les différents bâtiments des différents campus.
Des associations diverses sont présentes sur le campus. Majoritairement locales, elles sont centrées sur des projets se déroulant à l’intérieur comme à l’extérieur du campus. Outre ces associations généralistes, l’université compte plusieurs associations de filières.

### Évolution démographique
Depuis sa création, la fréquentation de l'Université n'a cessé de s'accroitre. On remarque cependant qu'il y a des périodes où le nombre d'étudiants se stabilise. A la rentrée 2020, l'UBS passe le cap des 10 000 étudiants.
| 1995-1996 | 1996-1997 | 1997-1998 | 1998-1999 | 1999-2000 | 2000-2001 | 2001-2002 | 2002-2003 |
| --------- | --------- | --------- | --------- | --------- | --------- | --------- | --------- |
| 5 474     | 5 624     | 5 538     | 6 252     | 6 216     | 6 341     | 6 356     | 6 740     |

| 2003-2004 | 2004-2005 | 2005-2006 | 2006-2007 | 2007-2008 | 2008-2009 | 2009-2010 | 2010-2011 |
| --------- | --------- | --------- | --------- | --------- | --------- | --------- | --------- |
| 7 124     | 7 428     | 7 684     | 7 372     | 7 585     | 7 792     | 8 203     | 8 578     |

| 2011-2012 | 2012-2013 | 2013-2014 | 2014-2015 | 2015-2016 | 2016-2017 | 2017-2018 | 2018-2019 |
| --------- | --------- | --------- | --------- | --------- | --------- | --------- | --------- |
| 8 487     | 8 385     | 8 590     | 8 129     | 9 000     | 9 250     | 9 600     | 9 600     |

| 2019-2020 | 2020-2021 | 2021-2022 | - | - | - | - | - |
| --------- | --------- | --------- | - | - | - | - | - |
| 9 700     | 10 000    | 10 800    | - | - | - | - | - |

## Identité visuelle

Logo de l'université utilisé jusqu'en décembre 2009[25].
Logo noir et blanc décembre 2009 - septembre 2015[25].
Autre version du logo noir et blanc décembre 2009 - septembre 2015.
Version noir et blanc du logo initial[25].
Logo de l'université utilisé depuis septembre 2015.